# Кактовік (Аляска)
Кактовік (англ. Kaktovik, інуп. Qaaktuġvik) — місто (англ. city) в США, в окрузі Норт-Слоуп штату Аляска. Населення — 283 особи (2020). Одне з найвіддаленіших місць у світі.
Більшість населення міста — корінні народи, ескімоси, які виживають завдяки традиційному промислу: розведенню північних оленів та китобійного промислу.

## Історія
З 1951 року функціонує одна школа, у якій навчається  (станом на 2012 рік)  57 учнів. У північно-східній частині міста розташований аеропорт Бартер-Айленд.
Кактовік було засноване 1947 року у зв'язку з будівництвом аеропорту, 1953 року отримало розвиток у зв'язку з монтажем радарної станції Лінії «Дью». В вересні 1971 року, отримав статус міста.

## Географія
Кактовік розташований за координатами 70°7′16″ пн. ш. 143°37′46″ зх. д. / 70.12111° пн. ш. 143.62944° зх. д. (70.121207, -143.629531). За даними Бюро перепису населення США в 2010 році місто мало площу 2,45 км², з яких 1,87 км² — суходіл та 0,58 км² — водойми. В 2017 році площа становила 2,71 км², з яких 2,01 км² — суходіл та 0,70 км² — водойми.
Кактовік розташоване на острові Бартер біля північного узбережжя Аляски у морі Бофорта. Є єдиним населеним пунктом (за винятком нечисленних непостійних поселень ескімосів) не лише серед островів, але і всього Національного Арктичного заповідника — найбільшого заповідника США.

### Клімат
Місто знаходиться у зоні, котра характеризується кліматом полярних пустель. Найтепліший місяць — липень із середньою температурою 4.4 °C (40 °F). Найхолодніший місяць — лютий, із середньою температурою -27.8 °С (-18 °F).
| Клімат Кактовіка        | Клімат Кактовіка | Клімат Кактовіка | Клімат Кактовіка | Клімат Кактовіка | Клімат Кактовіка | Клімат Кактовіка | Клімат Кактовіка | Клімат Кактовіка | Клімат Кактовіка | Клімат Кактовіка | Клімат Кактовіка | Клімат Кактовіка | Клімат Кактовіка |
| Показник                | Січ.             | Лют.             | Бер.             | Квіт.            | Трав.            | Черв.            | Лип.             | Серп.            | Вер.             | Жовт.            | Лист.            | Груд.            | Рік              |
| Абсолютний максимум, °C | 3                | 2                | 2                | 6                | 11               | 20               | 25               | 22               | 18               | 7                | 2                | 2                | 25               |
| Середній максимум, °C   | −21              | −25              | −22              | −14              | −3               | 3                | 7                | 6                | 1                | −6               | −15              | −20              | −8               |
| Середня температура, °C | −24              | −27              | −25              | −20              | −6               | 1                | 4                | 3                | 0                | −8               | −20              | −23              | −11              |
| Середній мінімум, °C    | −28              | −31              | −29              | −22              | −9               | −1               | 1                | 1                | −2               | −12              | −21              | −27              | −15              |
| Абсолютний мінімум, °C  | −47              | −50              | −46              | −42              | −26              | −10              | −4               | −6               | −15              | −32              | −42              | −46              | −50              |
| Норма опадів, мм        | 10               | 0                | 0                | 0                | 0                | 10               | 20               | 20               | 20               | 20               | 10               | 0                | 150              |
| ----------------------- | ---------------- | ---------------- | ---------------- | ---------------- | ---------------- | ---------------- | ---------------- | ---------------- | ---------------- | ---------------- | ---------------- | ---------------- | ---------------- |
| Джерело: Weatherbase    |                  |                  |                  |                  |                  |                  |                  |                  |                  |                  |                  |                  |                  |

## Демографія
Згідно з переписом 2010 року, у місті мешкало 239 осіб у 72 домогосподарствах у складі 52 родин. Густота населення становила 97 осіб/км². Було 87 помешкань (35/км²).
Расовий склад населення:
| - 88,7 % — корінних американців - 10,0 % — білих |

До двох чи більше рас належало 1,3 %. Частка іспаномовних становила 0,0 % від усіх жителів.
За віковим діапазоном населення розподілялося таким чином: 30,1 % — особи молодші 18 років, 62,0 % — особи у віці 18—64 років, 7,9 % — особи у віці 65 років та старші. Медіана віку мешканця становила 30,5 року. На 100 осіб жіночої статі у місті припадало 109,6 чоловіків; на 100 жінок у віці від 18 років та старших — 116,9 чоловіків також старших 18 років.
Середній дохід на одне домашнє господарство становив 63 663 долари США (медіана — 48 125), а середній дохід на одну сім'ю — 75 710 доларів (медіана — 77 917). За межею бідності перебувало 4,1 % осіб, у тому числі 0,0 % дітей у віці до 18 років та 20,0 % осіб у віці 65 років та старших.
Цивільне працевлаштоване населення становило 57 осіб. Основні галузі зайнятості: публічна адміністрація — 26,3 %, роздрібна торгівля — 19,3 %, транспорт — 17,5 %, освіта, охорона здоров'я та соціальна допомога — 17,5 %.